# Moca synconista
Moca synconista är en fjärilsart som beskrevs av Edward Meyrick 1918. Moca synconista ingår i släktet Moca och familjen Immidae. Inga underarter finns listade i Catalogue of Life.